# Lansana Conté
Lansana Conté (Moussayah Loumbaya (Dubréka), 30 november 1934 – Conakry, 22 december 2008) was van 1984 tot aan zijn dood president van het West-Afrikaanse land Guinee. Na een coup volgde hij de interim-president Louis Lansana Beavogui als regeringsleider op. De moslim Conté behoorde tot de Sosso-stam. Hij groeide op in Dubréka en bezocht na de Koranschool aldaar de militaire academies in Bingerville, Ivoorkust en Saint-Louis (Senegal). In 1955, toen Guinee nog een Franse kolonie was, ging hij in het Franse leger en hij werd uitgezonden naar Algerije waar hij vocht in de onafhankelijkheidsoorlog.

## Opstanden
Tijdens zijn lange autocratische bewind ondervond Conté veel tegenstand vanuit de Guineese bevolking. Begin 2007 kwam het tot opstanden in de hoofdstad Conakry. Conté had na eerdere kritiek Eugène Camara aangewezen als premier en hem veel macht toegeschoven. Dit accepteerde de bevolking niet en het kwam tot hevige rellen waarbij doden vielen.
Weinige uren na zijn dood aan leukemie op 22 december 2008 greep Moussa Dadis Camara op 23 december de macht als zijn opvolger.